# Bowenia serrulata
Bowenia serrulata — вид голонасінних рослин класу саговникоподібні (Cycadopsida).

## Поширення, екологія
Австралія, Байфілд в центрально-східній частині штату Квінсленд. Полюбляє захищені, вологі райони у відкритому лісі, іноді росте на помірно-сухих ділянках. Росте на висотах від 30 до 150 м над рівнем моря.

## Загрози та охорона
Загрозою є скорочення площі середовища проживання. Цей вид перелічений у Додатку II СІТЕС. Росте в англ. Byfield State Forest і англ. Byfield National Park.